# کلاب موناکو
کلاب موناکو (انگلیسی: Club Monaco) شرکت پوشاک کانادایی آمریکایی است، که در سال ۱۹۸۵ تأسیس شد.